# 勒兹比
勒兹比是丹麦西兰大区洛兰市的一个镇。